# Karpaty (pismo)
Karpaty – ilustrowane pismo krajoznawcze wydawane nieregularnie w Krakowie w latach 1974–1981 przez Krakowski Klub Przodowników Turystyki Górskiej PTTK, przy krakowskim oddziale Polskiego Towarzystwa Turystyczno-Krajoznawczego pod redakcją Andrzeja Łączyńskiego. Pierwotnie pismo było kwartalnikiem, później wychodziło rzadziej. Ogółem w latach 1974–1981 ukazało się 16 zeszytów w 11 wolumenach.
W podtytule widniały słowa „Materiały szkoleniowe o Karpatach”, a sam periodyk stanowił kontynuację pisma „Gotek” wydawanego przez KKPTG PTTK. W skład komitetu redakcyjnego wchodzili m.in. Wiesław Wójcik, Krystian Waksmundzki i Janusz Zdebski.